# Tim Bonyhady
Tim Bonyhady (* 1957) ist australischer Historiker, Kurator und Umweltanwalt. Er ist Direktor des Centre of Climate Law and Policy an der Australian National University und lebt in Canberra. Bonyhady ist einer der Nachkommen der Familie Gallia, die vor dem Ersten Weltkrieg und in der Zwischenkriegszeit zur Bourgeoisie Wiens zählte. 

## Leben
Bonyhady ist einer der beiden Söhne von Anne Gallia (auch: Annelore Herschmann, 1922–2003) und Eric Bonyhady (* 1923) und Enkel von Gretl Gallia (1896–1975). Bonyhady ist Professor am ANU College of Law. Bonyhady ist Director des Australian Centre for Environmental Law und Director des Centre for Climate Law and Policy. Er ist außerdem Fellow der Academy of the Social Sciences in Australia und Fellow der Australian Academy of the Humanities. Bonyhady hat historische Werke veröffentlicht und mehrfach kunsthistorische Ausstellungen organisiert. Für seine wissenschaftliche Arbeit wurde er wiederholt ausgezeichnet.
Bonyhady hat die Familiengeschichte der Gallia 2011 verfasst. Das Werk wurde mit einem der Preise der vom Staat New South Wales vergebenen Premier's Literary Awards, dem Community Relations for a Multicultural NSW Award gewürdigt.
2020 veröffentlichte Bonyhady in der Wiener Tageszeitung Der Standard einen Text über seinen 1888 in Bruck an der Mur, Steiermark, geborenen Großvater Eduard: Er liebte die Alpen. Der Großvater habe sich 1920 gegen die Diskriminierung von Juden durch den Alpenverein ausgesprochen. Diese hatten sich vorübergehend in der Sektion Donauland organisiert, als sich in diversen Alpenvereinssektionen der Antisemitismus durchsetzte.

## Schriften
- mit Tom Griffiths: Words for Country: Landscape and Language in Australia, University of New South Wales, 2001
- The Colonial Earth, University Press, Melbourne 2003; gewürdigt mit dem im Rahmen der New South Wales Premier's History Awards vergebenen Australian History Prize
- Patricia Tryon MacDonald, Tim Barringer und Tim Bonyhady: Exiles & Immigrants: Epic Journeys to Australia in the Victorian Era, National Gallery of Victoria, 2006
- mit Peter Christoff: Climate Law in Australia, Federation Press, 2007
- mit Andrew Macintosh: Mills, Mines and Other Controversies: The Environmental Assessment of Major Projects, Federation Press, 2010
- Good Living Street. The Fortunes of My Viennese Family, Allen & Unwin, Sydney 2011
  - Wohllebengasse. Die Geschichte meiner Wiener Familie, übersetzt von Brigitte Hilzensauer, Paul Zsolnay Verlag, Wien 2013, ISBN 978-3-552-05648-0